# Jam the WORLD
Jam the WORLD（ジャム・ザ・ワールド）とは、J-WAVEで2001年（平成13年）10月1日から2021年3月まで放送されていたラジオ番組である。番組名は “世界に突っ込む” の意。

## 概要
2001年（平成13年）10月1日に開始。番組名は、初代ナビゲーターのモーリー・ロバートソンによる命名。音楽放送を主体とする日本のFMラジオ局の夜の番組としては異例の、ニュース・報道を中心に据えた時事解説番組で、その後関東地方内の一部のFM局に、追随の動きがみられる（bayfm『金つぶ』や、FM NACK5『THE SEITARO★RADIO SHOW「1700」』など）。
番組コンセプトは開始当初が「ニュースを読み取る感性を伝える情報プログラム」、2017年10月のリニューアル後が「ニュースを通して時代への感性を豊かにする情報プログラム」。
放送開始当初は『朝日新聞』の隔週刊タブロイド紙「Seven」（廃刊）と連動、発売中の記事の内容を放送内で紹介する一方、番組の広告が同紙上に掲載されていた。また、テレビ朝日とコラボレーション企画を行った事もあった（後述）。
2017年10月の改編・リニューアルで金曜日の放送を終了した。また、放送時間を1時間繰り上げ19時からの放送となる。
2021年4月の番組改編から『JAM THE PLANET』（ジャム・ザ・プラネット）に改題し、放送時間も19:00 - 22:00の3時間に拡大された。

## 放送時間
- 毎週月曜-木曜 19:00 - 21:00（2017年10月 - ）
- 毎週月曜-金曜 20:00 - 22:00（2001年10月 - 2004年9月、2010年1月 - 2010年5月、2010年10月 - 2012年4月、2016年10月 - 2017年9月）
- 毎週月曜-金曜 20:00 - 21:50（2004年10月 - 2009年12月、2010年6月 - 2010年10月、2012年4月 - 2016年9月）

ただし2009年8月17日から同年10月9日までの期間は「LETTERS〜引き出しの中のラブレター」（21:40 - 21:50）が放送されたため21:40で終了となった。

## 出演者

### 2017年10月から
従来の日替わり「ナビゲーター」が「ニューススーパーバイザー」に変わり、新たに固定の「ナビゲーター」が置かれた。

#### ナビゲーター
- グローバー（月-木曜、2017年10月2日 - ）

#### ニューススーパーバイザー
- 津田大介（月曜 2016年1月11日 - ） - 病死した竹田圭吾に代わって月曜を担当。2011年7月から2015年3月までは火曜を担当、2015年10月から12月まで金曜の週替わりナビゲーターの1人として出演。
- 青木理（火曜 2017年10月 - ） - 2015年4月から2017年9月までは金曜を担当。
- 安田菜津紀（水曜 2015年4月 - ）
- 堀潤（木曜 2017年10月 - ） - 2013年7月19日からの1ヵ月間、水曜日の堤未果のピンチヒッターを務め[2]、その後2013年10月から2015年3月までは金曜を、2015年4月から2017年9月までは火曜をそれぞれ担当していた。

### 2016年4月から2017年9月

#### ナビゲーター
- 津田大介（月曜 2016年1月11日 - ） - 病死した竹田圭吾に代わって月曜を担当。2011年7月から2015年3月までは火曜を担当、2015年10月から12月まで金曜の週替わりナビゲーターの1人として出演。
- 堀潤（火曜 2015年4月 - ） - 2013年7月19日からの1ヵ月間、水曜日の堤未果のピンチヒッターを務め[2]、その後2013年10月から2015年3月までは金曜を担当していた。
- 安田菜津紀（水曜 2015年4月 - ）
- 萱野稔人（木曜 2015年4月 - 2017年9月28日）
- 青木理（金曜 2016年4月 - ）

火曜日のみUstreamでも同時放送している。

### 過去の出演者

#### ナビゲーター
- 竹田圭吾（木曜 2011年10月 - 2015年3月、月曜 2015年4月 - 2016年1月4日）但し、2013年11月 - 2014年4月は病気療養により休養[3]。2016年1月10日、病死により降板。その結果、2016年1月4日放送分での出演が最後の出演となった。
- 角谷浩一（月曜 2001年10月 - 2011年4月） - 2011年4月25日降板 ※4月18日が最終OA
- 菅原正志（水曜 2001年10月 - 2005年3月）
- 遥洋子（水曜 2005年4月 - 2006年3月）
- モーリー・ロバートソン（木曜・金曜 2001年10月）
- 高瀬毅（木曜 2001年11月8日 - 2005年9月、月曜 2011年4月 - 2011年6月） - 2005年10月 - 2007年3月はニュースアンカーとして金曜日に出演。なお2007年4月16日 - 5月28日まで、月曜担当の角谷が体調不良のため代役で出演していた。また、角谷の急遽降板により2011年4月28日放送分から復帰
- 内田誠（木曜 2005年10月 - 2008年3月）
- パトリック・ハーラン（パックンマックン）（金曜、2002年1月11日 - 2005年3月）
- 大川豊（金曜 2005年4月 - 2005年9月）
- 中田有紀（金曜、2005年10月 - 2007年3月） - なお、2005年10月 - 2007年3月の金曜日は中田をメインとして、高瀬は番組内随所でニュースの解説などを行っていた。
- 竹内薫（金曜 2007年4月 - 2011年9月）
- 仲野博文（木曜 2008年4月 - 2011年9月）
- 八塩圭子 (水曜 2006年4月 - 2011年9月、金曜 2011年10月 - 2012年9月）
- 土井香苗 (金曜 2012年10月 - 2013年3月）
- 駒崎弘樹（金曜 2013年4月 - 2013年9月）
- 長谷川幸洋（木曜 2013年11月 - 2014年3月）
- 野中英紀（火曜 2001年10月 - 2011年6月28日、金曜 2001年11月 - 2002年1月4日、月曜 2011年7月 - 2015年3月）
- 堤未果（水曜 2011年10月 - 2015年3月） - 2013年7月19日からの1か月間は夫である川田龍平の第23回参議院議員通常選挙出馬のため、出演を見合わせていた。
- 為末大（金曜 2015年4月 - 2015年9月、2015年10月 - 2016年3月は週替わりナビゲーター）
- 小野正嗣（金曜 2015年10月 - 2016年3月、週替わりナビゲーター）
- 春香クリスティーン（金曜 2015年10月 - 2016年3月、週替わりナビゲーター）
- 瀬戸久美子（金曜 2015年10月 - 2016年3月、週替わりナビゲーター）

| 期間       | 期間       | 月曜                | 火曜              | 水曜                  | 木曜                   | 金曜                   |
| ---------- | ---------- | ------------------- | ----------------- | --------------------- | ---------------------- | ---------------------- |
| 2001.10    | 2001.10    | 角谷浩一            | 野中英紀          | 菅原正志              | モーリー・ロバートソン | モーリー・ロバートソン |
| 2001.11    | 2002.1.4   | 角谷浩一            | 野中英紀          | 菅原正志              | 高瀬毅                 | 野中英紀               |
| 2002.1.7   | 2005.3     | 角谷浩一            | 野中英紀          | 菅原正志              | 高瀬毅                 | P・ハーラン            |
| 2005.4     | 2005.9     | 角谷浩一            | 野中英紀          | 遥洋子                | 高瀬毅                 | 大川豊                 |
| 2005.10    | 2006.3     | 角谷浩一            | 野中英紀          | 遥洋子                | 内田誠                 | 中田有紀               |
| 2006.4     | 2007.3     | 角谷浩一            | 野中英紀          | 八塩圭子              | 内田誠                 | 中田有紀               |
| 2007.4     | 2008.3     | 角谷浩一            | 野中英紀          | 八塩圭子              | 内田誠                 | 竹内薫                 |
| 2008.4     | 2011.4.22  | 角谷浩一            | 野中英紀          | 八塩圭子              | 仲野博文               | 竹内薫                 |
| 2011.4.25  | 2011.7.1   | 高瀬毅              | 野中英紀          | 八塩圭子              | 仲野博文               | 竹内薫                 |
| 2011.7.4   | 2011.9.30  | 野中英紀            | 津田大介          | 八塩圭子              | 仲野博文               | 竹内薫                 |
| 2011.10.3  | 2012.9.28  | 野中英紀            | 津田大介          | 堤未果                | 竹田圭吾               | 八塩圭子               |
| 2012.10.1  | 2013.3.29  | 野中英紀            | 津田大介          | 堤未果                | 竹田圭吾               | 土井香苗               |
| 2013.4.1   | 2013.9.27  | 野中英紀            | 津田大介          | 堤未果                | 竹田圭吾               | 駒崎弘樹               |
| 2013.10.1  | 2013.11.21 | 野中英紀            | 津田大介          | 堤未果                | 竹田圭吾               | 堀潤                   |
| 2013.11.21 | 2014.3.27  | 野中英紀            | 津田大介          | 堤未果                | 長谷川幸洋             | 堀潤                   |
| 2014.4.3   | 2015.3.31  | 野中英紀            | 津田大介          | 堤未果                | 竹田圭吾               | 堀潤                   |
| 2015.4.1   | 2015.9.30  | 竹田圭吾            | 堀潤              | 安田菜津紀            | 萱野稔人               | 為末大                 |
| 2015.10.1  | 2016.1.8   | 竹田圭吾            | 堀潤              | 安田菜津紀            | 萱野稔人               | 週替わり               |
| 2016.1.11  | 2016.3.31  | 津田大介            | 堀潤              | 安田菜津紀            | 萱野稔人               | 週替わり               |
| 2016.4.1   | 2017.9.29  | 津田大介            | 堀潤              | 安田菜津紀            | 萱野稔人               | 青木理                 |
| 2017.10.2  |            | グローバー 津田大介 | グローバー 青木理 | グローバー 安田菜津紀 | グローバー 堀潤        | （放送無し）           |

#### リポーター
- 南部広美
- 内田佐知子
- 平尾美保（木曜 - 金曜・アシスタント：2007年9月27日まで担当）
- 小林まどか
- 高橋杏美
- 松嶋初音
- nico

## 主なコーナー・組み込み番組
TODAY'S HEADLINE（トゥデイズ・ヘッドライン　20時台） / NIGHTLINE（ナイトライン　21時台）
主要ニュースの紹介。当日当該時間帯担当のアナウンサーが読み上げる。TODAY'S HEADLINEについては、当日担当ナビゲーターのコメントがつき、当日の市況も伝えられる。NIGHTLINEではスポーツニュースも紹介する。J-WAVEのタイムテーブルではこのコーナーを「J-WAVE LIFE INFORMATION」の括りに入れている。
THE CUTTING EDGE（ザ・カッティング・エッジ）
最新の話題について詳細を伝える。“切り口”の意。
LOHAS TALK
10分間の内包番組。ナビゲーターは『ソトコト』編集長・小黒一三。
BREAKTHROUGH!（ブレイクスルー）
一つの話題を採り上げ、専門家のコメント等を交えつつ詳しく伝える。2006年より1年間、月の最終週1日にキャンペーン特集「北朝鮮による日本人拉致問題」。2011年9月までは「15 MINUTES」というコーナー名だった。
CASE FILE（ケース・ファイル）
ひとつのキーワードを採り上げ、一週間通して専門家のコメントで伝える。“事件簿”の意。スポンサーは開始より2009年3月までマクロミル、4月より佐川急便。
HEART TO HEART WE ARE ONE（ハートトゥーハート・ウィーアーワン）
東日本大震災の被災者や被災地を含む、東北をバックアップする活動をしている人に生電話する企画。

### スペシャルウィーク（聴取率調査期間）企画
時事ニュースをもとに、クイズ形式で3名の音声を同時にヒント（単語）として流し、そのヒントから推察できる答えを見い出す企画である。正解者の中から抽選で1名に、その放送日の日経平均株価終値と同額の現金を賞金として贈呈する。番組のコーナー名は「抜き打ちテスト」である。2007年（平成19年）10月からの抜き打ちテストは「シャッフルクイズ」としてリニューアルされた。
J-WAVEを担当するナビゲーターが、ある「言葉」をいうが、その言葉は最近のニュースに関係したあるキーワードのアナグラムになっており、そのキーワードを復元して答える方式になっている。2007年（平成19年）10月18日の抜き打ちテストでは、本テストが開始されてから初めて、リスナーからの回答が全員正解という快挙となった。
2009年（平成21年）10月からの抜き打ちテストは、ラッパーのパフォーマンスを聞いて、歌詞から連想される、あるニュースのキーワードやキーマンの名前を当てる方式にリニューアルされている。

### 番組の挿入曲
- 中孝介 「それぞれに」 （エンディング・テーマ曲：2006年1月 - 2008年9月）
- 中孝介 「絆」（エンディング・テーマ曲：2008年10月 - 2010年3月）
- Salyu 「Cure The World」（エンディング・テーマ曲：2010年4月から7月までは歌なしで、同年8月2日 - 2011年9月30日まで歌入りで）
- 熊木杏里 「願いの糸」（エンディング・テーマ曲：2012年2月 - ）
- meHiLove 「Daylight (Original Mix)」（オープニング・テーマ曲）

### 終了したコーナー・組み込み番組
MICROSCOPE（マイクロスコープ）
各ナビゲーターの独自企画。“顕微鏡”の意。
PEUGEOT GUESS THE NEXT 番組サイト
翌日予定されている行事に関する数値（イベント来場者数など）をリスナーが予想するクイズ。2004年3月の改編で終了した。
COMMUNE
番組開始時から2003年3月まで内包されていたアーティスト発掘·紹介番組。NTTドコモのPHS音楽配信サービスM-stage musicと連動していた。ナビゲーターはちわきまゆみ他がつとめた。2003年4月から22:00開始の番組「OH! MY RADIO」内に移動したが、現在は番組自体が終了。
EARTH NOW
番組開始当初に番組後半にあった10分のコーナー。企画段階では環境問題をあつかう予定だった（当時のTIME TABLEにもそのような記述があった）ようだが、番組放送開始直前にアメリカ同時多発テロ事件が起き、この関連報道の量が多かったことから、放送開始当初から「15 MINUTES」の延長的な内容で放送された。
ENTERTAINMENT EXPRESS
エンターテイメント情報番組。ナビゲーターは中山智保子→東海林舞。Jam the WORLDが始まるまでは、月曜-金曜の21:30-22:00に単独で放送されており、内包される形で10分間に短縮された。2006年4月以降は、22:00台の番組に移動し、現在は「Hello World」（次の番組・月曜-木曜の22:00-23:45）の中でENTERTAINMENT STREAMに名称変更して放送されている。

## 番組で行った企画
2003年（平成15年）12月19日に、テレビ朝日『ニュースステーション』とのコラボレーション企画を実施した。『ニュースステーション』の久米宏キャスターは、六本木ヒルズ森タワー33階のJ-WAVE本社スタジオに出向き、Jam the WORLD（当日はパトリック・ハーランが担当）に出演、また六本木ヒルズアリーナからは平井堅がライヴを行い、その進行をニュースステーションのサブキャスターの渡辺真理がおこなった。この模様はテレビ・ラジオで同時放送された。
この企画の実施背景として、テレビ朝日・J-WAVEともに六本木ヒルズの新社屋に移転し、六本木という地の利を活かせたということがあった。また『ニュースステーション』は、年内最後の放送としてスペシャル版を放送、『Jam the WORLD』は、丁度この時期がラジオ聴取率調査期間であったということもある。